# Palmier dattier de Judée
Ne doit pas être confondu avec Mathusalem (arbre).

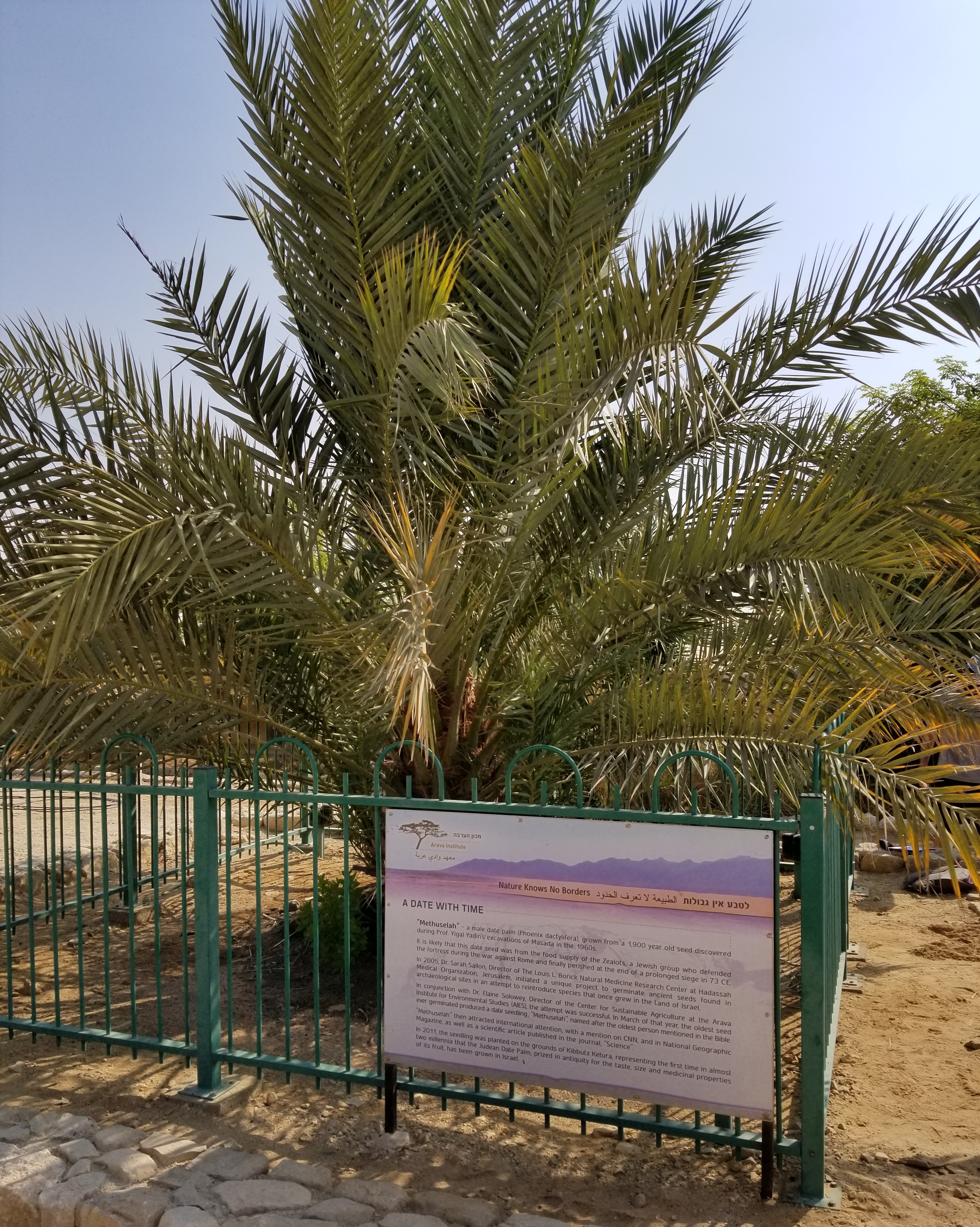
Palmier dattier de Judée surnommé « Mathusalem », ayant germé à partir d'une graine antique, au kibboutz Ketura, Israël (2018).

Le palmier dattier de Judée est une variété ancienne de dattier (Phoenix dactylifera) qui poussait autrefois abondamment en Judée et fournissait nourriture très réputée et matériaux utiles, avant de totalement disparaître au XIXe siècle. 
Une antique graine de cette plante a pu germer en 2005, avec l'aide d'une équipe de scientifiques israéliens, qui a donné un dattier mâle baptisé « Mathusalem » qui pousse au kibboutz Ketura dans le sud d'Israël ; il a ensuite fertilisé un autre plant femelle issu d'une graine préservée qui a également germé et fournit actuellement des dattes.

## Présentation
On ne sait pas s'il a jamais existé un cultivar de palmiers spécifique à la Judée, mais les dattes cultivées dans la région, citées dans la Bible hébraïque, étaient très réputées pendant des milliers d'années, et le dattier était autrefois considéré comme un symbole de la région et de sa fertilité. La culture des dattes (la phœniciculture) dans la région avait presque disparu depuis le XIVe siècle du fait des changements climatiques et de la dégradation des infrastructures par les invasions successives, mais a été relancée à l'époque moderne,.
Une graine de ce dattier conservée pendant 2 000 ans a germé en 2005 et a donné par la suite une plante portant des fruits. C'est la plus ancienne graine dont la germination assistée par l'être humain a été réalisée et vérifiée - le cas de la germination en 2012 d'une plante arctique vieille de 32 000 ans  (Silene stenophylla) concernait un tissu de fruit plutôt qu'une graine.
Le dattier baptisé « Mathusalem » ne doit pas être confondu avec l'arbre de Mathusalem, espèce de pin Bristlecone qui porte le même nom. D'ailleurs, botaniquement parlant, le palmier dattier n'est pas un arbre mais une plante, plus précisément une « herbe géante ».
Mathusalem atteignait en mai 2015 trois mètres de haut et produisait du pollen qui a ensuite été utilisé avec succès pour polliniser un palmier dattier femelle de la même région du désert de Judée et de la même époque, qui produit des fruits au goût de miel,.

## Histoire

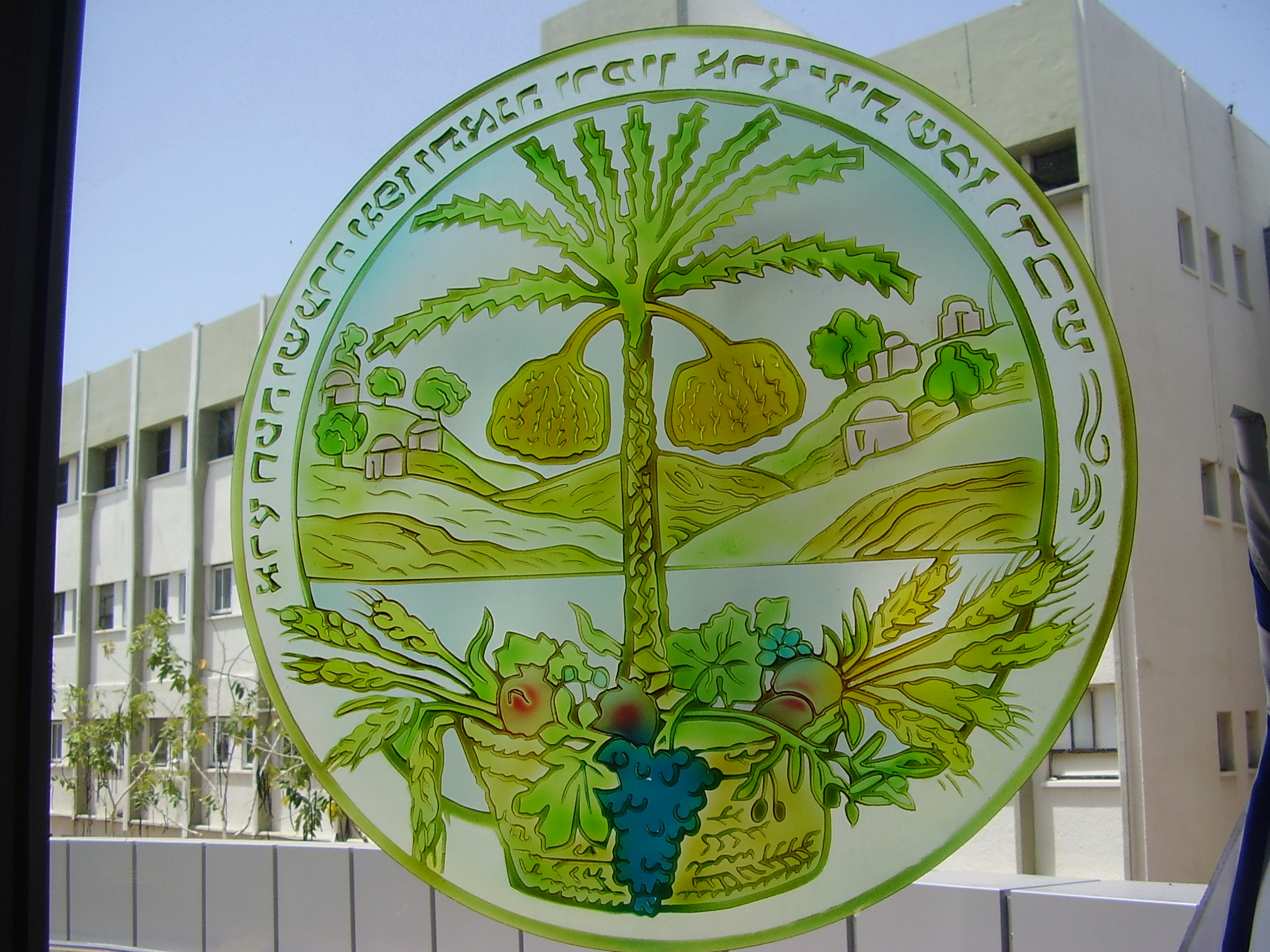
Dattier trônant sur le logo gravé sur mur de verre de l'institut Vulcani de Beit Dagan. À ses pieds, les autres espèces végétales pour lesquelles la terre d'Israël doit être louée, selon la Bible.

Le fruit du dattier, la datte, était considéré comme un aliment de base dans le désert de Judée, notamment parce que c'était une source de nourriture pouvant être conservée longtemps (khutbet) et la haute plante a également procuré abri, ombre et matériau aux populations locales pendant des milliers d'années. « Dans leurs écrits, les Romains décrivaient les immenses palmeraies de Judée ». Cette plante est devenue un symbole reconnu du Royaume de Juda établi au sud de la Terre d'Israël au XIe siècle av. J.-C.. Elle poussait autour de la mer Morte dans le sud, jusqu'aux régions du lac de Tibériade et de la vallée de la Houla vers le nord.
La plante et son fruit ont fait de Jéricho un centre important de population et sont loués dans la Bible hébraïque probablement plusieurs fois indirectement, comme dans le verset du Deutéronome 8:7-8 où sont bénies les sept types de cultures décrivant la fertilité agricole de la terre d'Israël : « Car l'Éternel, ton Dieu, te fait entrer dans un bon pays (…) Un pays de blé et d'orge, de vignes, de figues et de grenadiers, un pays d'oliviers à huile et d'hydromel » ; également dans le livre des Psaumes, (PS 92. 13) : « Le juste lui-même fleurira comme un palmier » ; dans le livre des Juges (4:5), la prophétesse et dirigeante Déborah est assise sous un palmier ; les régimes de dattes (hébreu : תַּלְתַּלִּים) sont aussi mentionnés dans le Cantique des Cantiques 7:8-9. La littérature mishnaïque (Souccah 3:1) évoque à son tour un palmier sauvage près du mont Iron, non loin de la mer Morte, dont les branches sont licites. Le Talmud mentionne également « Une variété de dattes « Taali » cultivée en Judée et à Babylone ».
Déjà au Ve siècle avant notre ère, Hérodote notait que la plus importante caractéristique des dattes de Judée était qu'elles étaient plus sèches et moins périssables que celles d'Égypte et donc mieux adaptées au stockage et à l'exportation, ce qui est encore une distinction importante aujourd'hui. 

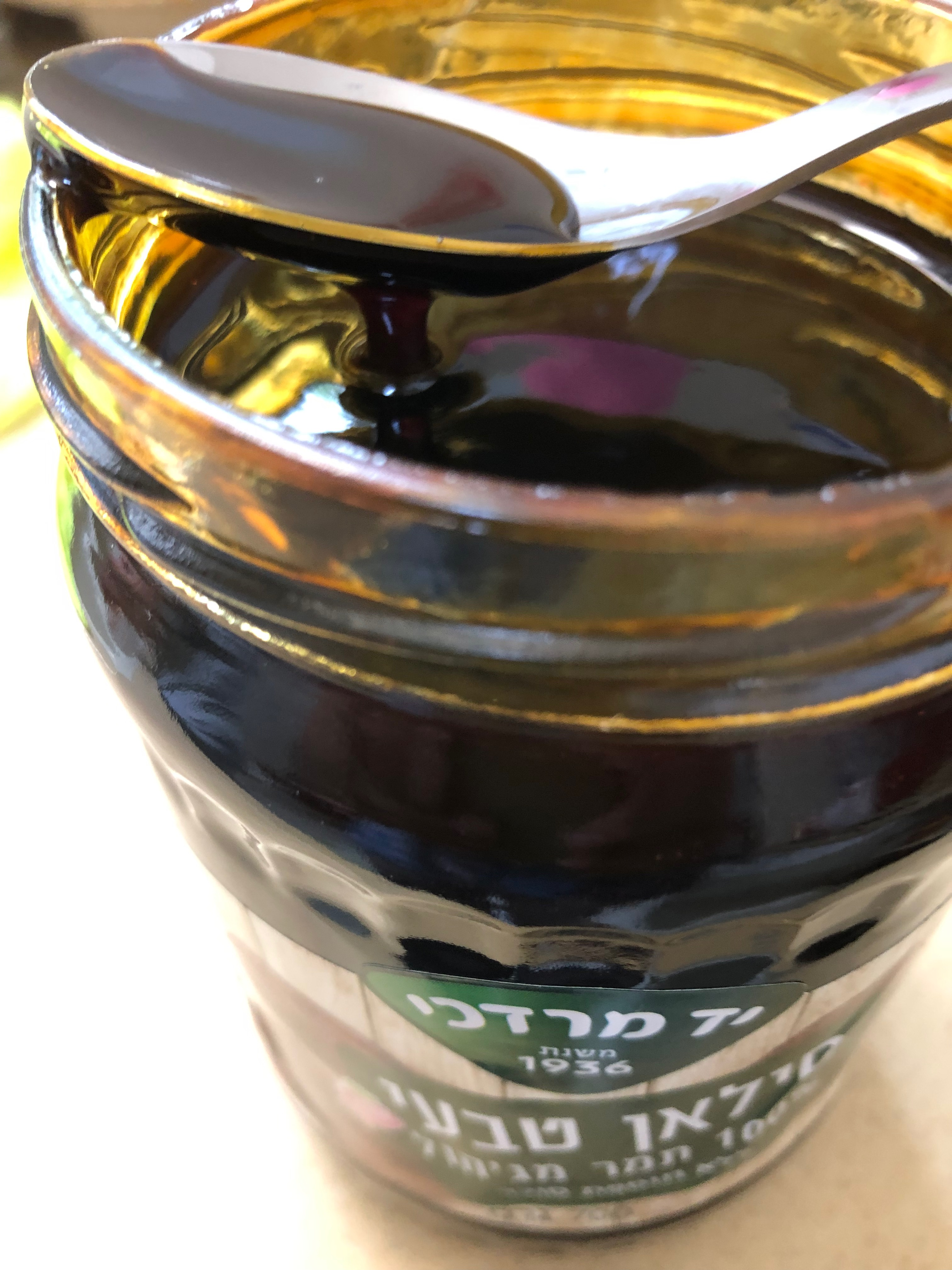
Miel de dattes (silan)

Dans les temps anciens, le dattier et ses fruits fournissent de nombreux fruits agréables et nourrissants, et les anciens en faisaient également le silan (sirop de dattes), un type de miel utilisé à cette époque. Le dattier apporte en outre des matières premières pour la construction, qui sont produites à partir du tronc et des branches de la haute plante. Les palmes de la plante servent en effet de couverture aux habitations, les fibres résistantes du dattier sont utilisées pour tisser des cordes, et à partir de celles-ci, le nécessaire pour la vannerie, des paniers, des nattes et d'autres instruments utiles.
Les palmiers dattiers étaient également utilisés pour leurs propriétés médicinales censées guérir de nombreuses maladies et infections, même la dépression, favorisant la longévité et agissant comme un aphrodisiaque léger. Des études modernes ont été faites dans le but de confirmer leur valeur médicinale,. Plus tard, le Coran décrit comment Maryam, mère d'Issā (Jésus), reçoit le conseil de manger des dattes pour soulager les douleurs de l'accouchement ; il s'agissait sans doute de dattes de Judée.
Ce palmier a été gravé sur le sicle, l'ancienne unité monétaire hébraïque. Selon des sources historiques, le goût de ces dattes était de plus excellent. Pline l'Ancien (23 - 79), naturaliste romain du Ier siècle apr. J.-C., écrivait que les dattes de Jéricho étaient connues pour leur succulence et leur goût sucré (« la grande qualité de ces dattes [est] d'avoir un jus onctueux et lactescent et une sorte de saveur vineuse jointe à un goût de miel très doux »), même s'il en distinguait un grand nombre de variétés dont il citait les noms,.  
Lorsque les Romains ont envahi l'ancienne Judée, d'épaisses forêts de palmiers dattiers, de 24 mètres de haut, s'étendaient sur 11 kilomètres de large et couvraient la vallée du Jourdain depuis la mer de Galilée au nord jusqu'aux rives de la mer Morte au sud. Le roi  Hérode (-73 - -4) offrait des dattes chaque année à l'empereur à Rome.  
La datte de Judée était « réputée dans tout l’Empire romain pour sa chair charnue, sa douceur et sa capacité de conservation exceptionnelle. L’une de ses variétés, la datte de Judée "Nicolai", impressionnait, elle, par sa taille exceptionnellement grande – jusqu’à 11 centimètres de long ». « Nicolai » (Νικολάῳ) est le nom que l’empereur Auguste (63 av. J.-C. - 14 ap. J.-C.) donna aux dattes fameuses produites dans la vallée de Jéricho, du nom du philosophe péripatéticien Nicolas de Damas. 

Dans Propos de table, le philosophe grec Plutarque (44 - 125) en parle en ces termes : « Si la palme produisoit en Grece les dattes comme elle fait en [Syrie-Palestine] ou en Egypte, ce seroit bien le plus beau fruit que l’on sauroit voir, le plus doux que l’on sauroit savourer, & n’y en auroit point d’autre qui fût digne de lui être comparé ». 

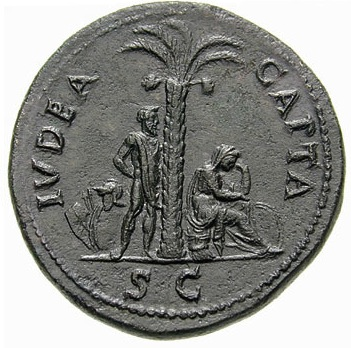
Sesterce de Vespasien (vers 71 apr. J.-C.) célébrant sa victoire sur les rebelles juifs et montrant l'importance du palmier dattier pour l'économie de la région. Homme debout les mains liées dans le dos, sous un palmier la Judée assise pleure. Inscription : IVDEA CAPTA (« La Judée est conquise »).

Une ancienne trace de palmiers dattiers de Judée dans la documentation est celle en araméen retrouvée dans la Grotte aux lettres du Nahal Hever, sur des archives appartenant Babatha, une Juive née vers 104 après J.-C. et morte vers 132 - soit à l'époque du Second Temple - appartenant à la classe moyenne supérieure et réfugiée dans une grotte lors de la révolte de Bar Kokhba contre les Romains en Judée. Sur les documents qu'elle a pris soin d'emporter dans son refuge, figurent notamment l'héritage de ses parents, soit une plantation de palmiers dattiers de Judée sise à Tzoar, les palmeraies de son époux défunt Yehouda à Ein Gedi, qui lui reviennent en vertu de leur contrat de mariage et les droits sur l'utilisation de l'eau pour les terrains irrigués de propriétés situées en Nabathée. 
Cette plante caractérisait si bien l'économie locale que l'empereur romain Vespasien a célébré la conquête par la frappe Judaea capta (la Judée capturée), une pièce de monnaie spéciale en bronze  qui représentait l'État juif sous les traits d'une femme en pleurs sous ce dattier.

On prétend parfois que la culture commerciale des dattes comme fruit d'exportation a cessé à la fin de l'année 70 apr. J.-C., lorsque le Second Temple a été détruit par les Romains.

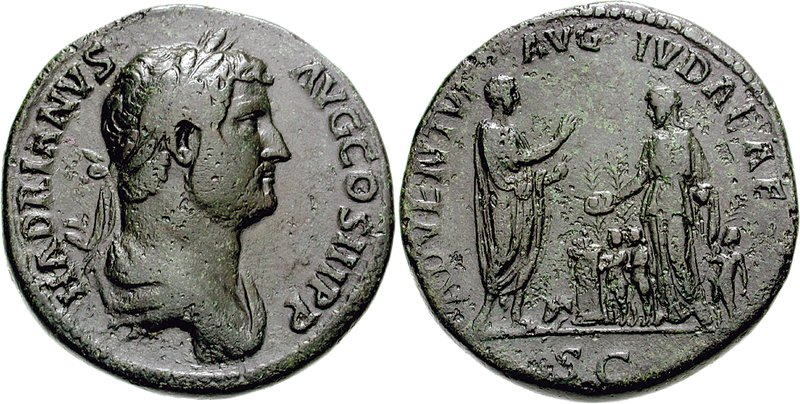
Sesterce sous l'empereur Hadrien. Revers : Hadrien levant la main face à Judaea tenant une patère et une coupe ; à ses pieds, trois petits garçons tenant chacun une feuille de palmier ; entre eux, un taureau sacrificiel couché sur l'autel. Inscription : ADVENTVI AVG IVDAEAE (« L'Empereur arrive en Judée ») (vers 134-138 apr. J.-C.).

Cependant, l'étude des sources contemporaines indique que la production des dattes a continué en Judée pendant toute la période romaine et que, en effet, le trésor impérial romain a prélevé une bonne partie des bénéfices. Asaph Goor, dans son article de 21 pages intitulé History of the Date through the Ages in the Holy Land (Histoire de la datte à travers les âges en Terre Sainte) paru en 1967, ne mentionne jamais une telle dévastation des palmiers dattiers par les Romains, mais cite plutôt de nombreux récits contemporains attestant de l'étendue continue de la culture des dattes durant la période romaine. Asaph Goor ne détecte un déclin de la culture des dattes que pendant la période de domination arabe et surtout pendant les croisades, quand il note que la dévastation de la région a affecté fortement les palmeraies. Cependant, malgré cela, cette culture a persisté à Jéricho et Tsoar, jusqu'à ce que l'économie agraire s'effondre autour du XIVe siècle. Asaph Goor attribue ce déclin final à un changement climatique, et cite le témoignage de plusieurs voyageurs tardifs quant à la rareté des palmiers dattiers dans la région, parmi lesquels le naturaliste Pierre Belon, qui se moqua en 1553 de l'idée rapportée par les sources anciennes que la région aurait pu produire des dattes en abondance. Les recherches climatologiques ont prouvé qu'immédiatement après l'an 1000 après J.-C., le climat est devenu plus froid et plus humide, atteignant un pic vers 1600, suivi d'un siècle de chaleur et de sécheresse intenses, puis de nouveau par des périodes plus froides avec plus de précipitations. Une étude de 1974 attribue la disparition des palmiers dattiers de la région de Jéricho-Ein Gedi au XVe siècle à l'activité humaine, mais Goor soulève la possibilité que le changement climatique ait conduit les sources de la région à fournir moins d'eau, ce qui a nui à la culture intensive en eau des palmiers dattiers. Dans un article paru dans la revue américaine Science en 2008, la botaniste Sallon, spécialiste du dattier de Judée, explique pour sa part que ces plantes « ont progressivement disparu au fil des invasions et des guerres qui ont rythmé la région, notamment à partir du Ier siècle avant J.-C. et la conquête romaine ». Des « siècles de guerres, d'invasions et de sécheresse ont perturbé la culture des dattes, et à l'époque des Croisades, il y a 800 ans, les vastes forêts de dattes de la région avaient disparu ». 

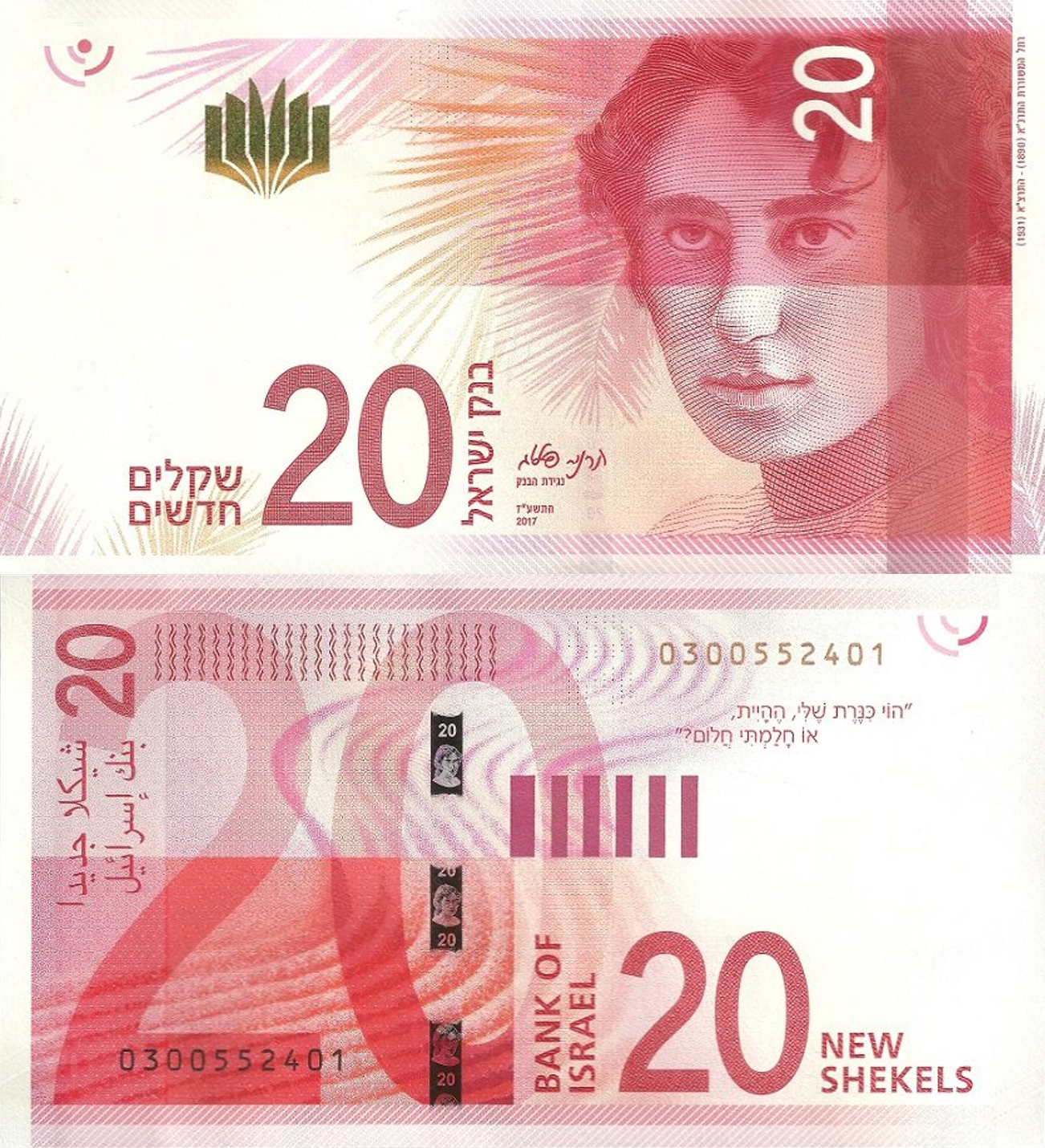
Billet de 20 shekels représentant la poétesse Rachel Bluwstein, le poème Kinneret en micro-impression et des branches de palmier en arrière-plan (2017)

Dans l'actuel Israël, un ancien motif de dattier et deux paniers remplis de dattes figure sur la pièce de dix shekels israéliens et en filigrane, un dattier sur le billet de 20 shekels modernes. 

## Symbolisme
Selon le livre Plants of the Bible du botaniste Michael Zohary, « le terme hébreu désignant le dattier est ‘tàmâr.’... Il est devenu le symbole de la grâce et de l'élégance pour les Juifs qui l'ont souvent conféré aux femmes ». Par exemple, la belle fille du roi David est nommée « Tamar ».

## Germination d'une graine âgée de2 000 ans

### Graines antiques

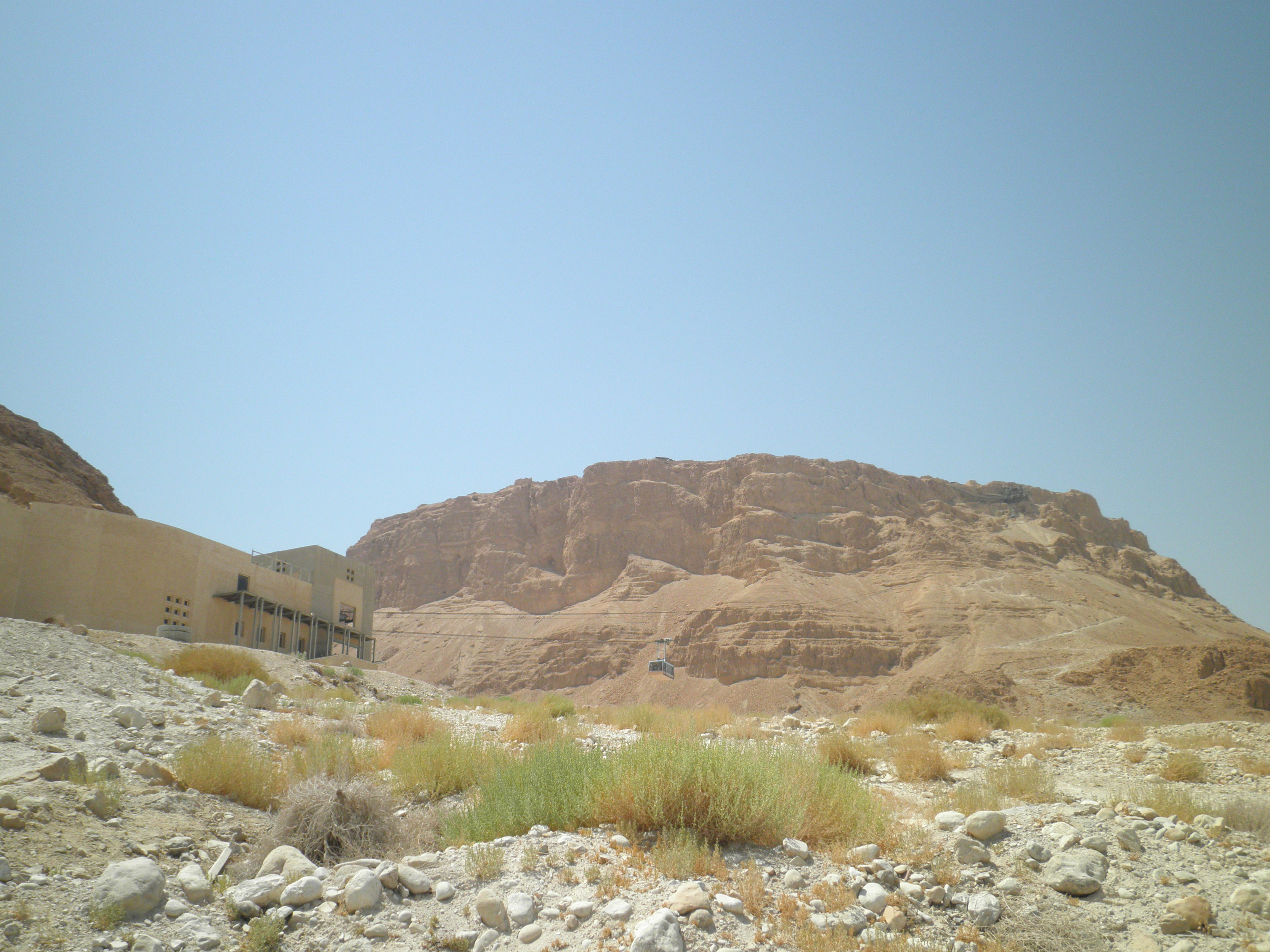
Ancienne forteresse de Massada au sommet d'une falaise.

Au cours des années 1963-1965, les fouilles menées par le professeur Yigal Yadin du palais d'Hérode Ier le Grand, à la forteresse de Massada (Israël), ont révélé une cache de noyaux de dattier conservés dans une jarre antique en argile, probablement déposés là par les rebelles juifs qui se barricadaient lors du siège romain. Ces graines ont été préservées dans un environnement très sec et abrité pendant des siècles. De plus, les caractéristiques du palmier dattier lui permettent de « vivre plus de 100 ans dans un environnement désertique  ».  
Estimée de la période du Second Temple de Jérusalem, la datation au radiocarbone effectuée à l'université de Zurich a confirmé que les graines dataient de 155 av. J.C. à 64 ap. J.C.. Cette découverte a eu un écho mondial.  

### Traitement
Les graines ont ensuite été stockées pendant 40 ans à l'université Bar-Ilan (Ramat Gan), jusqu'en 2005.  
Après avoir été prétraitées dans une solution d'eau tiède puis dans une autre à base d'algues et de nutriments, riche en engrais et en hormones végétales (acide gibbérellique), trois de ces graines ont été plantées à Ketura dans l'Arabah (sud d'Israël) où se trouve l'Institut Arava d'études environnementales durables qui œuvre depuis des décennies pour faire revivre d'anciennes variétés de palmiers dattiers,. 

### Germination et croissance

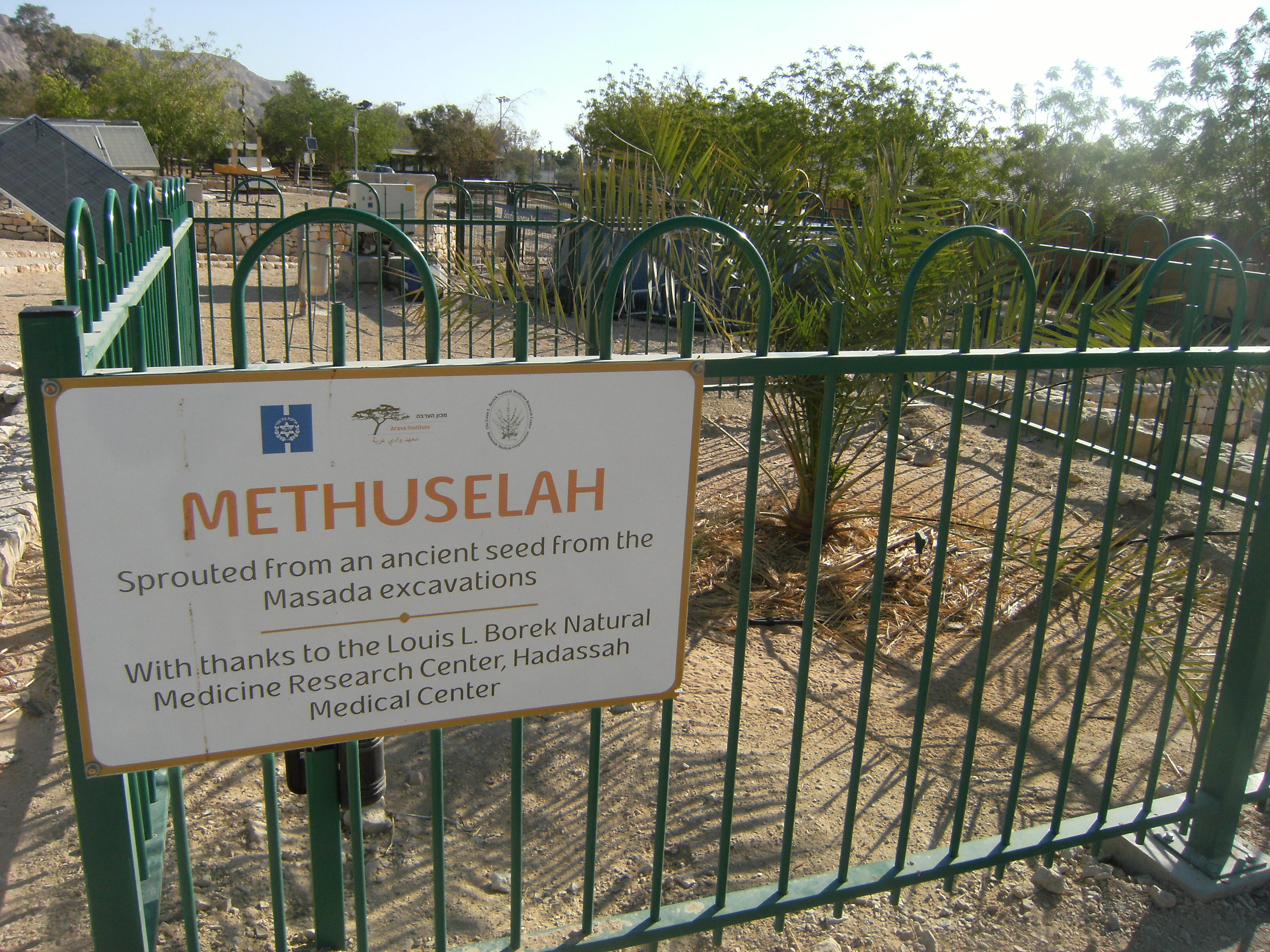
Panneau pour le palmier « Mathusalem » au kibboutz Ketura (2012).

Huit semaines plus tard, en mars 2005, l'une des graines de cette variété éteinte a germé,, et en juin 2008, la jeune plante avait près d'une douzaine de palmes et mesurait presque 1,4 mètre de haut. À l'été 2010, il atteignait environ deux mètres de haut. En novembre 2011, ce palmier avait atteint 2,5 mètres de haut, après avoir été transplanté en pleine terre. En mai 2015, il avait atteint 3 mètres de haut et produisait du pollen,. En 2020, il atteint 3,5 mètres.
La plante est surnommée « Mathusalem » (Methuselah), en référence au personnage de la Bible, ayant vécu le plus longtemps,. Le palmier Mathusalem est remarquable car il est issu de la plus ancienne graine connue au monde ayant germé avec succès - ce qui lui permet de figurer dans le livre Guinness des records - et aussi car c'est l'unique représentant vivant du dattier de Judée, variété éteinte depuis plus de 800 ans, qui était dans l'ancien royaume de Judah une importante plante alimentaire cultivée et également exportée alentour.
Le palmier Mathusalem a fleuri en mars 2011 et s'est avéré être un individu mâle. Il est prévu que ce palmier pourrait être croisé avec son parent le plus proche, le dattier Hayani d'Égypte, et produire des fruits vers 2022.

### Cultivars apparentés
L'analyse moléculaire montre que Mathusalem est génétiquement très différents des cultivars de dattes modernes de qualité actuellement cultivés en Israël, qui sont des dattes Medjool et Deglet Nour « importées d'Irak et du Maroc par les Juifs au début du siècle dernier. Les seules dattes cultivées existantes étaient des plantations limitées de dattes de Sire, plantées par les Turcs ottomans » qui occupaient la Palestine.
« La comparaison morphologique révèle que les graines anciennes sont plus larges et plus longues que les graines actuelles provenant de palmiers dattiers sauvages ou cultivés, ce qui indique que les graines de Judée sont issues de variétés de palmiers dattiers autrefois cultivées ».
Les graines retrouvées dans le désert de Judée se répartissent dans deux groupes génétiques : celui issu de la partie orientale qui s’étend du Moyen-Orient à l’Inde, et celui de la partie occidentale couvrant l’Afrique du nord et l’Afrique sub-saharienne. « Les (graines) plus anciennes sont aussi celles qui sont les plus orientales. Les plus récentes présentent un fond génétique oriental mais également la signature d'introgressions / hybridation par introduction de caractéristiques héréditaires d'une variété (ou espèce) dans le génome d'une autre variété (ou espèce) occidentales ». Ceci suggère qu'il y a 2000 ans, il y avait déjà des échanges de matériel végétal entre ces régions ». « L’analyse génétique des graines anciennes suggère que les cultivateurs de l’époque antique privilégiaient le pollen des palmiers dattiers mâles occidentaux pour polliniser les variétés femelles locales orientales ».
« L'étude révèle que l'origine génétique des arbres provient de la péninsule arabique et de l'Afrique du Nord, et les chercheurs spéculent que les hybrides, pour créer la variété Judah (Judée), ont été fabriqués dans l'ancien Israël ». En comparaison avec trois autres cultivars de dattier, des tests génétiques plus précis montrent que la plante est étroitement apparentée à l'ancienne variété égyptienne 'Hayani' (par rapport aux cultivars Medjool et Barhee), 19 % de son ADN étant différent, et à un cultivar irakien (16 % d'ADN différent). Ils ont probablement en commun un même ancêtre sauvage.
En effet, la culture du palmier dattier dans le sud de la Mésopotamie ayant commencé il y a plus de 6 000 ans, les chercheurs spéculent que les exilés juifs, de retour après l'effondrement de l'empire babylonien en 539 avant J.-C. « ont peut-être ramené ces connaissances spécialisées et ces cultivars sélectionnés en Judée ».

#### Caractéristiques à partager
En plus de son rôle dans l'histoire de la Judée, ce palmier peut apporter aux cultivars modernes des caractéristiques agronomiques intéressantes, telles que la tolérance et la survie à certaines conditions environnementales hostiles, la longévité des graines et la résistance à des maladies.  
« La compréhension des mécanismes moléculaires sous-jacents a des implications importantes pour la maitrise de l'adaptation des plantes aux environnements arides » et ce palmier est « également important pour les banques de semences et la conservation, et pourrait être pertinent pour la culture moderne du palmier dattier »,.

### Plan de pollinisation et germination

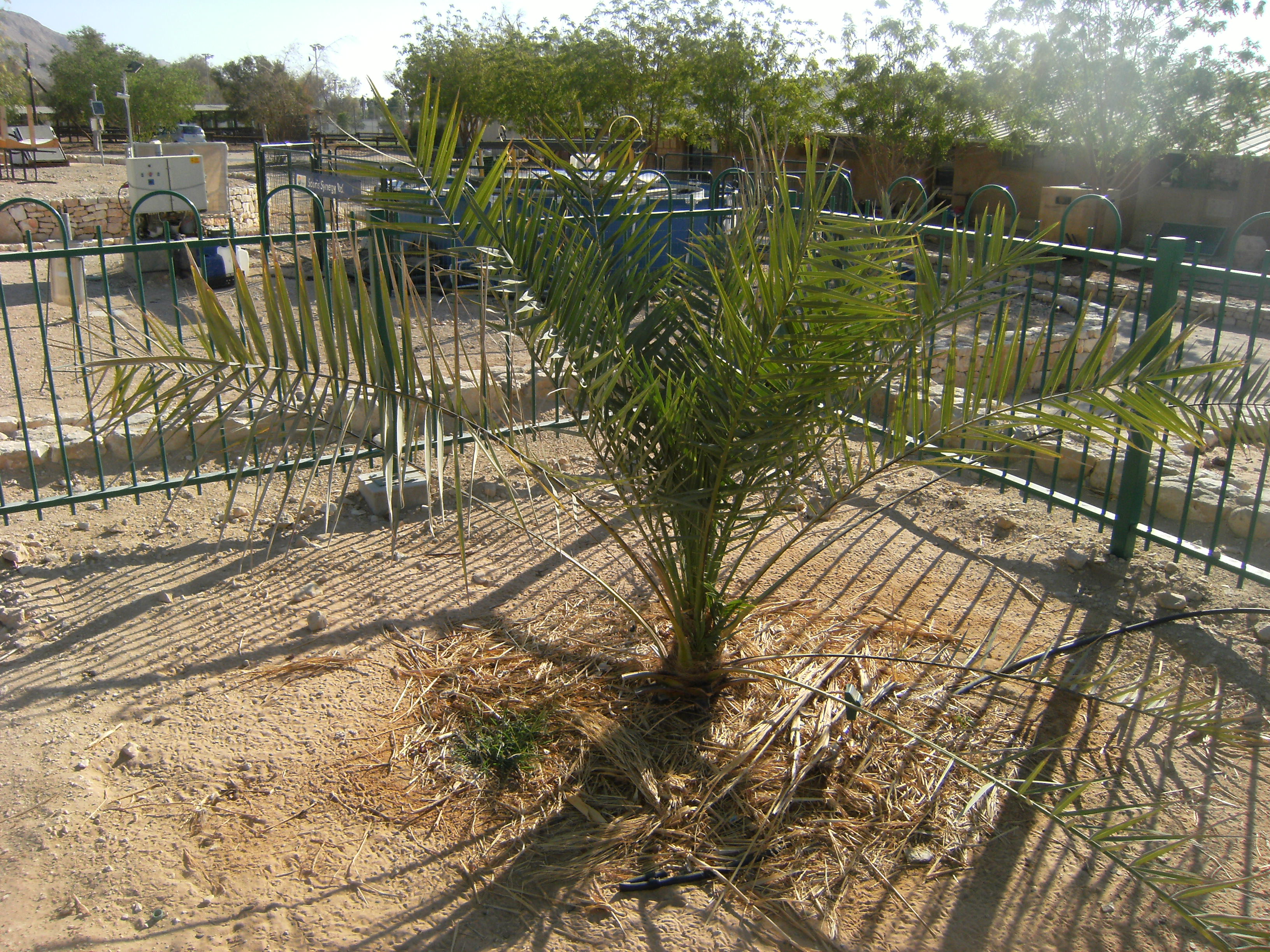
Dattier de Ketura (Israël), surnommé « Mathusalem » (2012).

Les recherches sont menées par le Dr Elaine Solovey, directrice du Centre d'agriculture durable de l'Institut Arava pour les études environnementales du kibboutz Ketura et le Dr Sarah Sallon, directrice du Centre de recherche en médecine naturelle Louis L. Borick de l'hôpital Hadassah à Jérusalem, qui avait recueilli les graines,. Depuis 2008, Sarah Sallon essaie de vérifier si les fruits de cet plante sont bien un « remède naturel pour différents maux depuis les troubles cardiaques à la constipation » qui lui sont régulièrement attribuées dans la littérature antique et du Moyen Àge. Elle et son équipe agissant dans le cadre d'un projet visant à régénérer des plantes médicinales disparues de la région judéenne, elle devait d'abord savoir si la plante pouvait produire des fruits.
L'arbre Mathusalem produit du pollen qui est ensuite utilisé avec succès pour polliniser des palmiers dattiers femelles venus de sites archéologiques de la même région du désert de Judée. Trente-deux autres graines supplémentaires de dattier de Judée font alors l'objet d'une tentative de germination. Elles sont trempées dans de l'eau chaude, de l'acide gibbérellique et de l'engrais, et enfin plantées dans un terreau stérile. Semées en 2019, elles ont germé dans la région de la mer Morte, et seuls six jeunes plantes ont survécu et continuent de grandir depuis ; ils sont surnommés « Hannah » venu de Wadi Makukh (près de la Jericho antique), « Adam » de Massada, « Jonas », « Uriel », « Boaz » et « Judith » de Qumrân. Seulement deux sont femelles et permettent bientôt d'être pollinisées avec le pollen du mâle de la même variété, celui de Mathusalem,. 
En 2020, le plant Hannah (germé à partir d'une graine datée des Ier-IIe siècles après J.-C.) a donné ses premiers fruits, après 2 000 ans de carence. En août 2021, 800 dattes sont cueillies et goûtées par le personnel de l'institut Arava. Elles sont marrons clair, légèrement sèches mais au goût de miel. Elles sont parallèlement analysées pour mieux connaître leurs propriétés organoleptiques et leur composition biochimique.